# Sant Miquel dels Plans
Sant Miquel dels Plans és una església antigament parroquial del veïnat nord-català dels Plans, a la comarca del Conflent, pertanyent a la comuna d'Aiguatèbia i Talau.
Està situada en el petit nucli que roman dempeus de l'antic poble o veïnat dels Plans, a l'extrem oriental del veïnat.

## Història
El lloc és esmentat des de l'any 870, com a dependència de Sant Andreu d'Eixalada, que vuit anys més tard passava a Sant Miquel de Cuixà. No és, però, fins al 1278 que és esmentada l'església de Sant Miquel, que és considerada parròquia, en aquell moment. El despoblament del lloc li feu perdre la categoria de parròquia més tard.
El 1402 ja era fusionada la parròquia de Sant Esteve de Talau amb la de Sant Miquel dels Plans. El segle xvii, Sant Miquel ja no tenia capellà propi, i per als serveis depenia del rector de Codalet o del d'Aiguatèbia (que consta que hi oficià el 1617 i el 1631); aquesta situació, però canvià posteriorment: al 17 de desembre del 1700 foren nomenats rectors per a Talau i els Plans; el 1721 es nomenà Pere Lacreu capellà dels Plans i del seu annex Sant Esteve de Talau, i el 1768 Josep Gallarde esdevenia titular de Talau i del seu annex de Sant Miquel dels Plans. A començaments del segle xx, a causa del descens de població, tota la vall era responsabilitat espiritual del rector d'Aiguatèbia.

## L'edifici
És una església no gaire gran, de nau única, capçada a llevant per un absis semicircular, en el qual es conserven les bandes, lesenes i arcuacions llombardes. Té una finestra de doble esqueixada al centre de l'absis. El frontis occidental té la porta d'accés, que és clarament modificada posteriorment, i un campanar d'espadanya d'un sol ull al capdamunt. L'església conserva l'enllosat original. Un embigat de fusta cobreix la volta de la nau. El conjunt és del segle xi.